# Willy Knorr
R. Willy Knorr (* 23. Juli 1878 in Zerbst; † 7. März 1937 in Dessau) war ein deutscher Jurist, Verwaltungsbeamter und Politiker (DNVP).

## Leben und Beruf
Willy Knorr studierte Rechtswissenschaften. Während seines Studiums wurde er 1897 Mitglied der Burschenschaft Salingia Halle und 1898 der Leipziger Burschenschaft Dresdensia. 1900 trat er als Gerichtsreferendar in den Justizdienst ein und war seit 1903 als Regierungsreferendar in Merseburg tätig. Er promovierte 1903 zum Dr. jur. und 1906 zum Dr. rer. pol., bestand das zweite juristische Staatsexamen und war danach Regierungsassessor. 1912 erhielt er die Ernennung zum Regierungsrat. Seit 1913 amtierte er als Kreisdirektor und Landrat des Landkreises Ballenstedt, ab 1917 als Landrat des Landkreises Bernburg.
Knorr war seit 1919 als Geheimer Regierungsrat Präsident der Finanzdirektion und Leiter der anhaltischen Finanzverwaltung. 
1924 amtierte Knorr (DNVP) kurzzeitig als Ministerpräsident in einer Minderheitsregierung (Kabinett Knorr). 1926 trat er in den Ruhestand. 
Im gleichen Jahr wurde Knorr zum Präsidenten des Landeskirchentags, der Synode der Evangelischen Landeskirche Anhalts, gewählt. Von 1931 bis 1933 leitete er als Oberkirchenrat den Landeskirchenrat für Anhalt, die Regierung der Evangelischen Landeskirche Anhalts. 1932 wurde er Staatsminister im Kabinett Freyberg, der ersten Regierung unter Führung der NSDAP in Deutschland.

## Politik
Willy Knorr war vom 9. Juli 1924 bis zum 25. November 1924 Ministerpräsident des Freistaates Anhalt. Nach der Bildung einer Koalition aus NSDAP und DNVP amtierte er vom  21. Mai 1932 bis zum 18. April 1933 als Staats- und Finanzminister in der von Ministerpräsident Alfred Freyberg geleiteten Landesregierung. Für die Kampffront Schwarz-Weiß-Rot gehörte Knorr 1933 dem Anhaltischen Landtag an.

## Nachlass
Der schriftliche Nachlass von Willy Knorr befindet sich in der Abteilung Dessau des Landesarchivs Sachsen-Anhalt.